# Anania Szirakaci

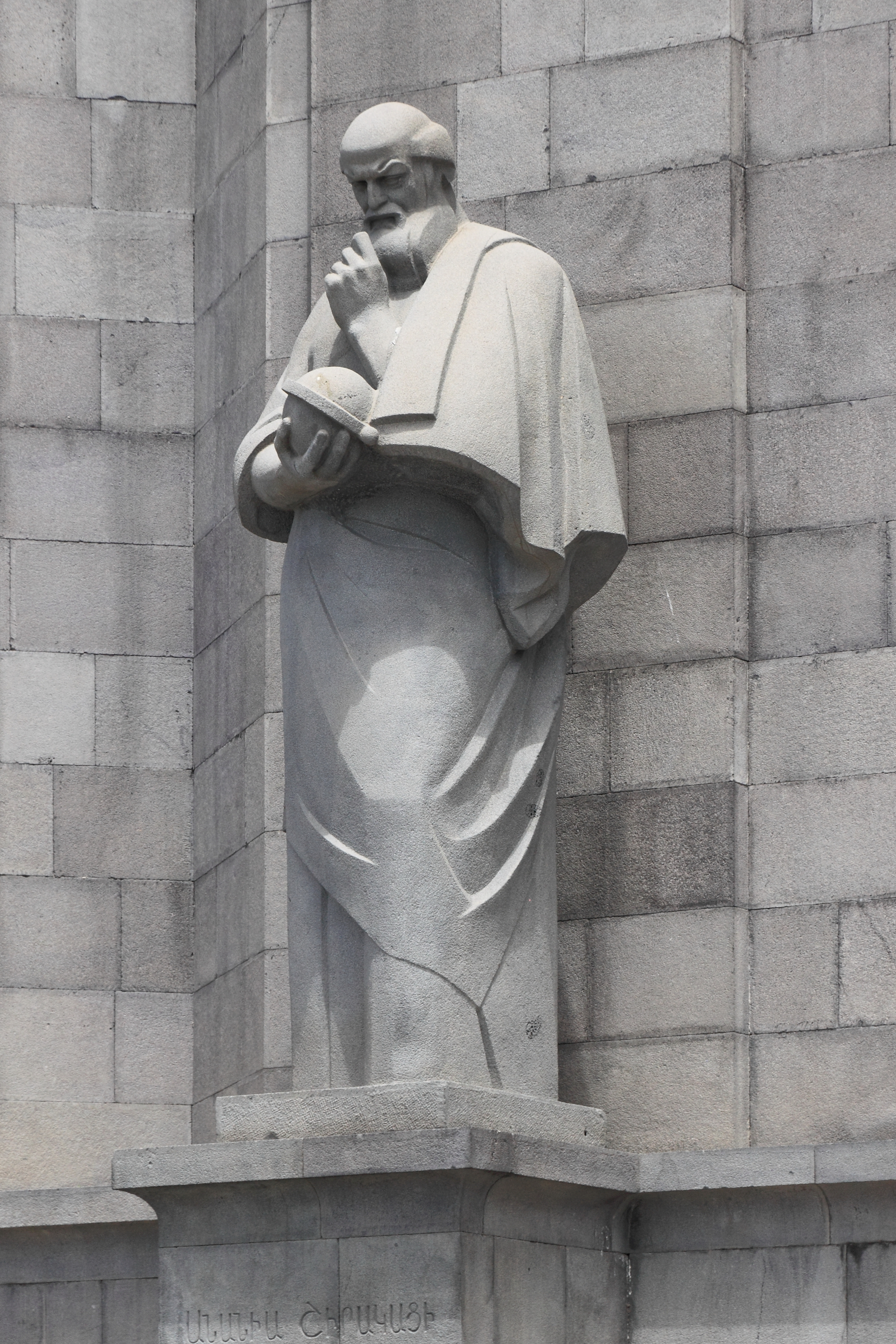
Pomnik Anania Szirakaci postawiona przed Matenadaranem

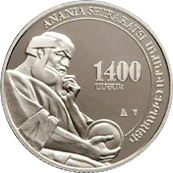
Moneta wydana ku czci Anania Szirakaci

Anania Szirakaci lub Anania z Sziraku (daty ur. i zg. są nieznane) – matematyk, filozof, astronom ormiański, urodzony w małej miejscowości Anania w regionie Szirak. Uważany jest on za ojca nauk ścisłych w Armenii.

## Życiorys
Anania pochodził z miejscowości Szirak, dlatego został nazwany Szirakaci, co oznacza „pochodzący z miejscowości Szirak”. Podstawowe wykształcenie otrzymał w szkole Dprewank, studiował Biblię, a w szczególności Księgę Psalmów Salomona. Następnie nie mógł znaleźć odpowiedniego nauczyciela w Armenii i wyjechał do Cesarstwa Bizantyńskiego. Podjął się nauki matematyki u osoby, który nazywał się Christosatur. Po sześciu miesiącach zrezygnował, ponieważ Christosatur nie władał wystarczającą wiedzą z arytmetyki. Kolejne osiem lat studiował u uczonego, który się nazywał Tiukikos z Bizantyji. Nauczył się nie tylko arytmetyki, ale poznał tajemnice wielu innych nauk.
Potem wrócił do Armenii, otworzył szkołę, pisał podręczniki.